# Kuldeep Malik
Kuldeep Malik (ur. 1999) – indyjski zapaśnik walczący w stylu klasycznym. Zajął 29. miejsce na mistrzostwach świata w 2018. 
Piąty na mistrzostwach Azji w 2018. Srebrny medalista mistrzostw Wspólnoty Narodów w 2017. Wicemistrz Azji kadetów w 2016 roku.